# 淮南师范学院
淮南师范学院是一所位于安徽省淮南市的师范院校，学校始建于1958年，2000年3月经教育部批准升格为本科院校。2007年通过了教育部本科教学评估，2009年被确定为硕士研究生培养省级立项建设单位。

## 简介
学校占地面积1216亩，总建筑面积48万平米，各类馆藏图书170万册，教科研仪器设备总值1.1亿元。有各类实验室22个，校内实验实训中心10个，校外实习实践基地130多个。
目前开设本科专业60个，普通全日制在校生1.83万人。在职教职工1000余人，其中专任教师890人，专任教师中硕士、博士学位者600多人。

## 学院
现有化工与材料工程学院、生物工程学院、电子工程学院、机械与电气工程学院、计算机学院、经济与管理学院、金融学院、美术与设计学院、文化创意与传播学院、教育学院、法学院、外国语学院、体育学院、音乐与舞蹈学院（少儿舞蹈艺术学院）、思想政治理论课教学部共计15个二级学院（部）。

## 历史
学校始建于1958年，时为淮南师范专科学校。1962年，淮南师范专科学校改建为淮南中学教师进修学校。1978年，学校复校后正式用名为“安徽大学淮南师范专科班”。1983年7月9日，正式批准建立淮南师范专科学校。1989年，淮南教育学院与华东师范大学签署举办本科层级函授教育的协议。2000年，经教育部批准，原淮南师范专科学校、淮南教育学院、淮南师范学校三校合并组建淮南师范学院。